# Litoria eschata
Litoria eschata es una especie de anfibio anuro de la familia Pelodryadidae.

## Distribución geográfica
Es endémica de las islas Vanatinai y Rossel, ambas del archipiélago de las Luisiadas (Papúa Nueva Guinea).